# Hypocepon globosus
Hypocepon globosus är en kräftdjursart som beskrevs av Clements Robert Markham 1992. Hypocepon globosus ingår i släktet Hypocepon och familjen Bopyridae. Inga underarter finns listade i Catalogue of Life.